# Karen Lumley
Karen Elizabeth Lumley (Barnsley, 28 marzo 1964 – 25 maggio 2023) è stata una politica britannica.

## Biografia
Nata a Barnsley il 28 marzo 1964, crebbe nella città di Rugby, nella contea di Warwickshire.

### Carriera politica
Fu vicepresidente dei Welsh Young Conservatives ("giovani gallesi conservatori") dal 1986 al 1987 e divenne capogruppo del distretto gallese di Wrexham Maelor dal 1991 al 1996 (tale distretto oggi non è più esistente).
Contemporaneamente, dal 1993 al 1996, prestò servizio al consiglio della contea di Clwyd, mentre dal 2001 al 2003 prese parte del consiglio urbano della città di Redditch.
Nel 1997 si candidò al seggio di Delyn, non risultando eletta. Nel 2001 e nel 2005 si candidò, invece, per il seggio di Redditch, non venendo eletta in entrambi i casi. Nelle elezioni del 2010 fu invece eletta sempre per Redditch, battendo l'ex segretaria degli affari interni Jacqui Smith. Cinque anni dopo, nel 2015, venne riconfermata parlamentare.
In queste due legislature da parlamentare, alla Camera dei comuni Karen Lumley fece parte del comitato ristretto per gli affari gallesi, del comitato ristretto per i trasporti e infine, nel 2015, del comitato finanziario. Divenne inoltre segretaria privata parlamentare presso il dipartimento della salute.
A causa di alcuni problemi di salute, non si ricandidò alle elezioni anticipate del 2017.

### Posizioni politiche

#### Matrimonio egualitario
Nel marzo 2013 divenne una dei 175 parlamentari a votare contro la legge che promuoveva la legalizzazione del matrimonio tra persone dello stesso sesso in Inghilterra e Galles. Ciononostante, disse apertamente di sostenere le unioni civili.

#### Uscita del Regno Unito dall'Unione europea
Al referendum per la permanenza del Regno Unito nell'Unione europea, Karen Lumley dichiarò di sostenerne l'uscita, in quanto affermò che "tale mossa avrebbe riportato la sovranità al Regno Unito".

### Morte
Karen Lumley morì il 25 maggio 2023, a 59 anni, a causa di una lunga malattia.

## Vita privata
Era sposata e aveva due figli.